# Caccodes ingens
Caccodes ingens is een keversoort uit de familie soldaatjes (Cantharidae). De wetenschappelijke naam van de soort werd in 1915 gepubliceerd door George Charles Champion.